# Paul Strähle
Paul Strähle (ur. 20 maja 1893, zm. 1985) – as lotnictwa niemieckiego Luftstreitkräfte z 15 potwierdzonymi zwycięstwami w I wojnie światowej.

## Informacje ogólne
Paul Strähle rozpoczął w lotnictwie służbę 1 października 1913 roku. Jednak w przededniu wojny uzyskał transfer do piechoty. Ponownie został przydzielony do lotnictwa i skierowany do szkoły lotniczej w 1915. Skierowany został następnie do Armee Flugpark 4 w końcu czerwca 1916 roku, a w połowie lipca do FA(A) 213. Po krótkim okresie służby został skierowany na początku września na szkolenie bojowe do Fliegerersatz Abteilung Nr. 7, 27 października został przydzielony do eskadry myśliwskiej Jagdstaffel 18. W jednostce odniósł pierwsze zwycięstwo 14 lutego 1917 roku. Do końca 1917 w eskadrze odniósł 7 potwierdzonych zwycięstw.
1 stycznia 1918 roku powierzono mu dowództwo nad nowo utworzoną eskadrą myśliwską Jagdstaffel 57, którą dowodził do końca wojny. Odniósł jeszcze kolejnych 7 zwycięstw.
Po zakończeniu I wojny światowej (w stopniu podporucznika) Paul Strähle zakupił z demobilu 3 samoloty Halberstadt CL.IV, części zamienne, silniki do nich i przerobił je do użytku w lotnictwie cywilnym. Używał ich jako zalążka swojej firmy: Luftverkehr Strähle.
W okresie II wojny światowej w stopniu majora służył we Francji oraz na froncie wschodnim.

## Odznaczenia
- Królewski Order Rodu Hohenzollernów – 9 sierpnia 1917
- Krzyż Żelazny I Klasy
- Krzyż Żelazny II Klasy
- wirtemberski Order Zasługi Wojskowej